# Wittenbergplatz

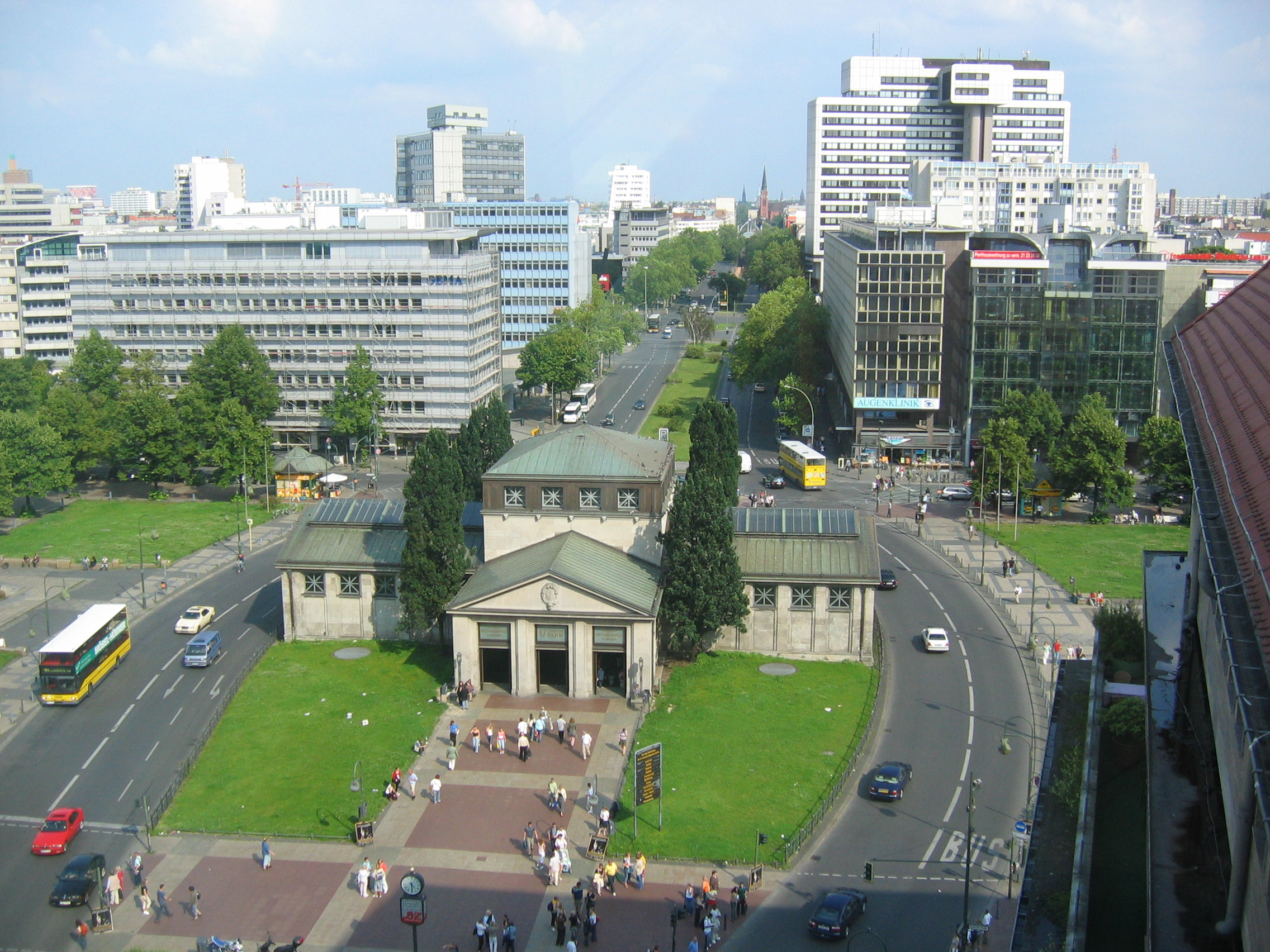
Wittenbergplatz med stationsbyggnaden i mitten, sett från toppen av KaDeWe.

Wittenbergplatz är ett torg i västra delen av Berlin i stadsdelen Schöneberg nära gränsen till Charlottenburg. Vid torget ligger Berlins största varuhus KaDeWe. Under torget ligger tunnelbanestationen Wittenbergplatz som är en knutpunkt för Berlins tunnelbana. 
Torget byggdes 1889-1892 och avslutar den stora affärsgatan Tauentzienstrasse som ligger i västra Berlins centrum. I närheten finns även Breitscheidplatz. På norra delen av torget finns ofta marknader och i södra delen finns en stor fontän. I mitten av torget ligger en stor stationsbyggnad för tunnelbanan som är designad av svensken Alfred Grenander år 1912.

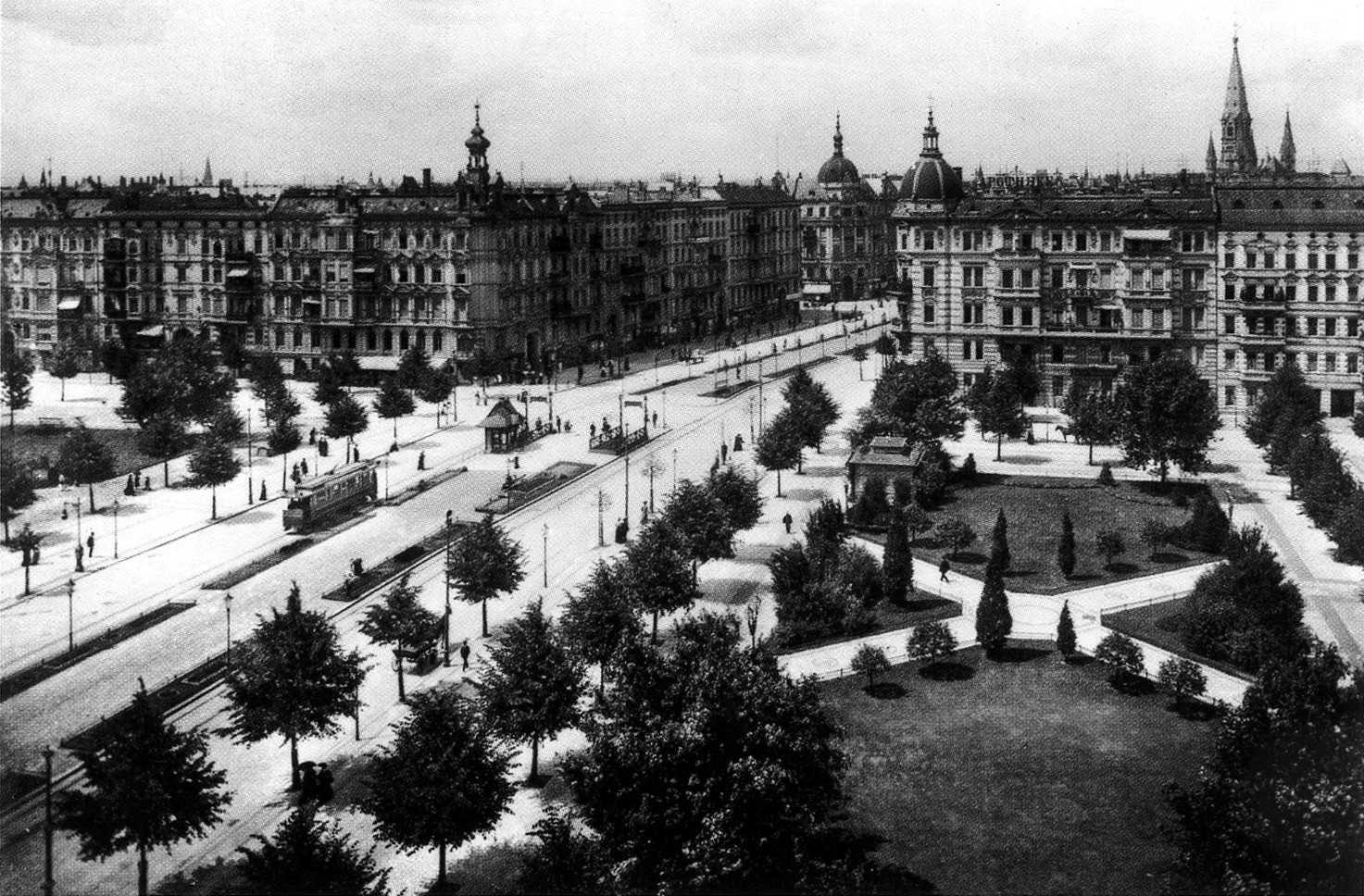
Wittenbergplatz, 1904
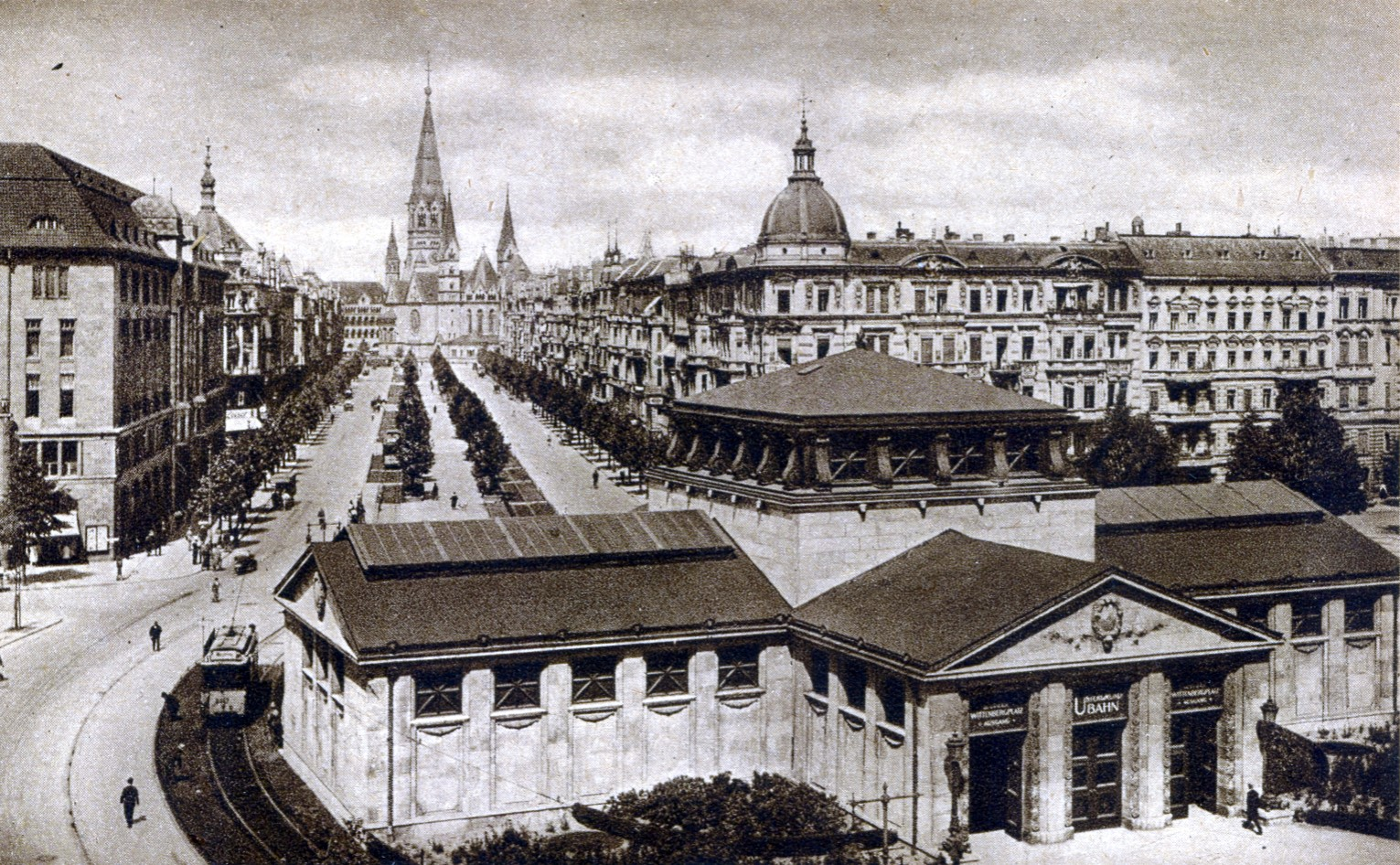
Wittenbergplatz 1915
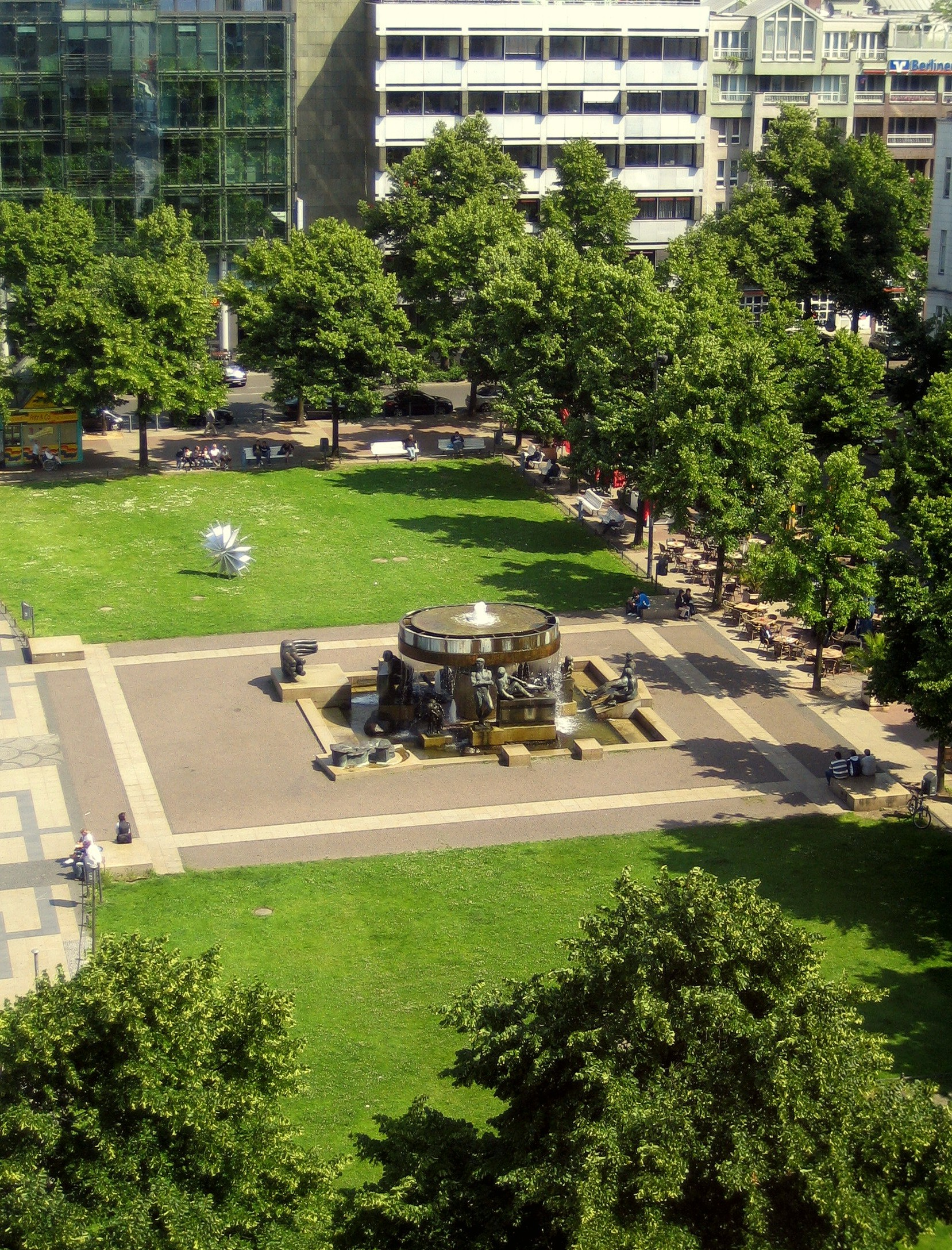
Södra delen av Wittenbergplatz
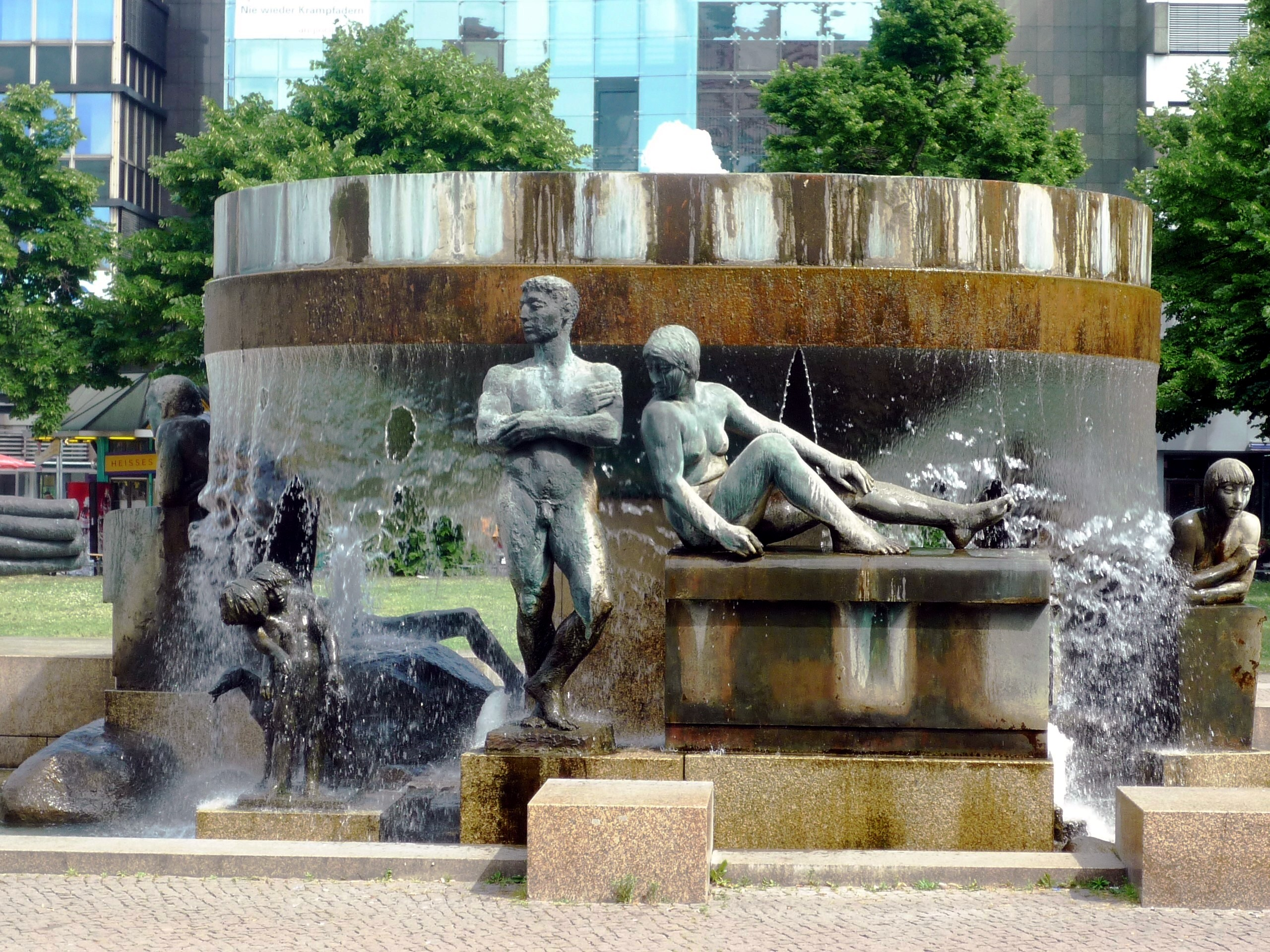
Fontän på Wittenbergplatz
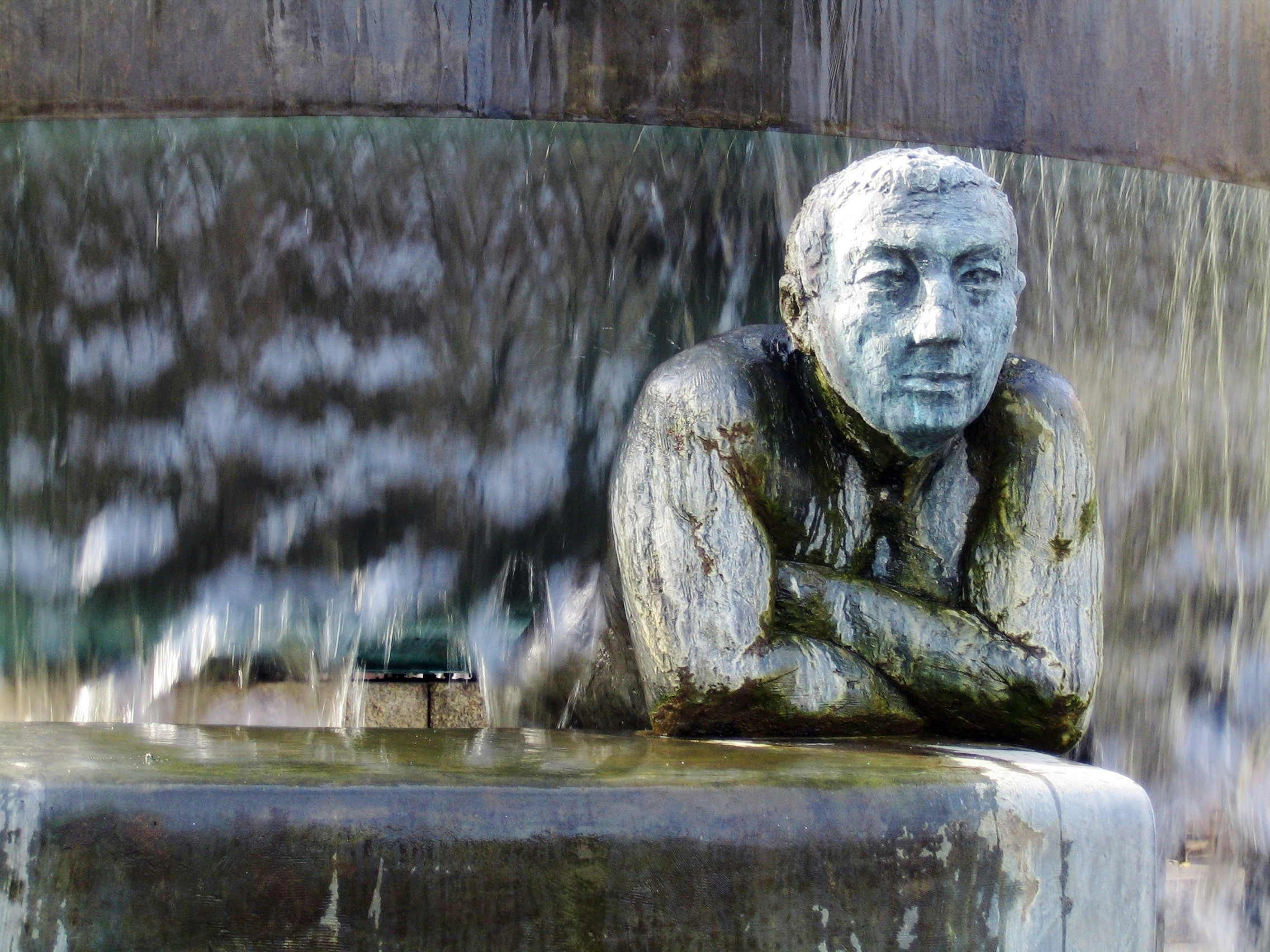
Staty på Wittenbergplatz
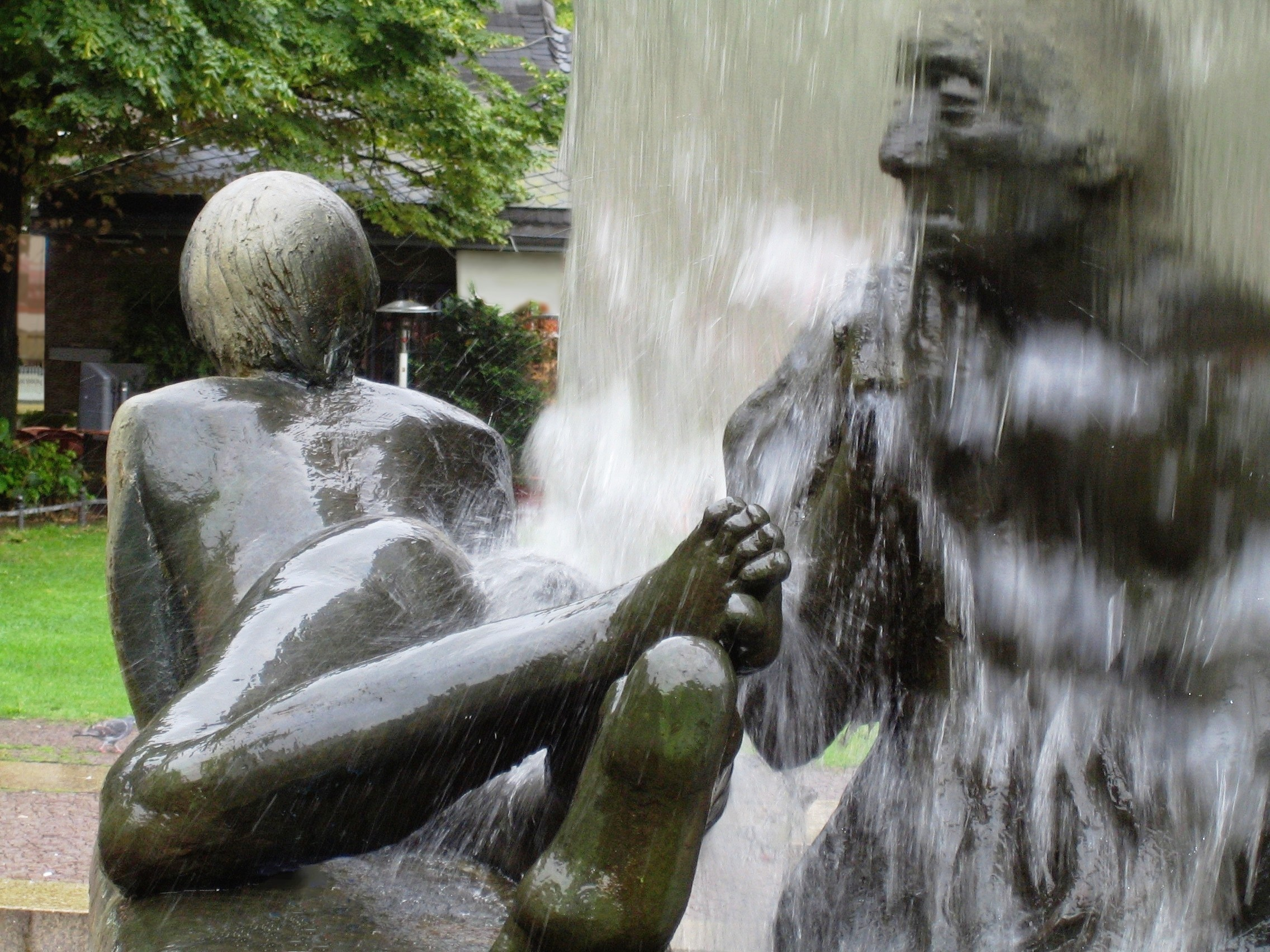
Staty på Wittenbergplatz

## Tunnelbana
Linje:   : Wittenbergplatz